# Nancy Storaceová
Nancy Storaceová, vlastním jménem Anna Selina Storace (27. říjen 1765 Londýn – 24. srpen 1817 Londýn), byla anglická operní zpěvačka. Byla první Zuzankou v Mozartově opeře Figarova svatba.

## Soukromý život
Otec Stefano byl původem Ital a matka Elizabeth rozená Truslerová Angličanka. Měla staršího bratra, ve své době velmi významného hudebního skladatele Stephana Storace, se kterým měla pozoruhodný vztah: i přesto, že byl ženatý a měl syna, trávil více času na návštěvách u Nancy než u své vlastní rodiny. Storaceová se roku 1784 provdala za hudebního skladatele Johna Abrahama Fishera, ten ji však bil a manželství se záhy rozpadlo, dcera Josepha Fisherová se narodila následujícího roku a zemřela v kojeneckém věku. Nancy Storaceová později žila se zpěvákem Johnem Brahamem, s nímž měla syna, ale v roce 1815 se rozešli.

## Itálie
V roce 1778 Storaceová odcestovala se svými rodiči do Neapole. Starší bratr Stephen tam už studoval skladbu. Studovala v Benátkách u Antonia Sacchiniho. Návštěvu v Itálii si prodloužila poté, co tam započala úspěšnou kariéru. Hudební skladatel Giuseppe Sarti zvláš pro ni napsal operu, která sklidila velký úspěch. V Itálii potkala irského zpěváka Michaela Kellyho, který se stal jejím dlouhodobým pracovním kolegou stejně jako přítelem. Kelly se o ní často zmiňoval ve svých memoárech.
Dovednosti a sebedůvěra mladé pěvkyně (V době kdy opustila Benátky jí bylo 18 let) jsou popsány v jedné historce Kellyho:
„Velmi se jako zpěvačka líbila. Poté odešla do Florencie, kde v divadle Pergola pracoval uznávaný sopranista Louigi Marchesi. Ve Florencii byl největší osobností a nepřitahoval jen Florencii, ale celé Toskánsko. Storaceová měla zpívat vedlejší roli po jeho boku; ale při následujících okolnostech slavila své povýšení. Francesco Bianchi složil oslavnou píseň, ve které byl Louigi Marchesi ohromující. Poté, co dozpíval, všichni křičeli 'La Bomba di Marchesi!'. Storaceová zpívala píseň hned po něm a byla rozhodnuta do svého vystoupení přinést také „bombu“. Přišla a uskutečnila to. Publikum oněmělo obdivem a úžasem, zato chudák Louigi Marchesi byl zděšen. Manažer Campigli proto Storaceovou požádal, aby vystoupení přerušila, ale Storaceová to rezolutně odmítla a řekla, že má stejné právo ukázat svou „bombu“ jako kdokoliv jiný.
Louigiho manažerovi byl udělen úkol, aby se Storaceové zbavil a zaměstnal jinou dámu, která nebude tak ambiciózní a taková bomba jako Storaceová.“

## Vídeň
V roce 1783 založil rakouský císař Josef II. novou operní společnost specializovanou na italskou operu. V té době zpívala Storaceová v divadle San Samuele v Benátkách. Hrabě Giacomo Durazzo, který byl zkušený někdejší divadelní dirigent a císařův ambasador, zaměstnal Storaceovou jako primadonu nové společnosti. Ve stejnou dobu zaměstnal také vynikajícího pěvce Francesca Benucciho který také zpíval v divadle San Samuele a už několikrát se objevil po boku Storaceové. Oběma zpěvákům byly nabídnuty vysoké platy, přes 4000 florinů. S dalším náborem přibrali také Michaela Kellyho a libretistu Lorenza da Ponteho a vynikající soubor byl hotov.
Během pobytu ve Vídni vystoupila Storaceová zhruba ve 20 operách. Zpívala ve dvou světových premiérách. Zpívala také v oratoriích, například Josepha Haydna. Ten později napsal kantátu Pro hlas mé drahé Storaceové.
Na krátkou dobu onemocněla a poté, co se vrátila znovu na pódium, Mozart, Salieri a skladatel Cornetti složili oslavnou kantátu Per la ricuperata di Ophelia na její návrat; rukopis kantáty byl nalezen v Praze a roku 2016 představen veřejnosti.
1. června 1785 utrpěla Nancy Storaceová ztrátu hlasu při vystoupení v opeře svého bratra Nešťastně provdaný pár. Kelly popsal celou událost ve svých memoárech:
„Nová opera složená Stephenem Storacem byla zahájena... Signora Storaceová a já jsme v této opeře měli dva hlavní výstupy. Uprostřed prvního aktu Storaceová ztratila hlas a nemohla vydat ani hlásku v průběhu celého vystoupení; tohle samozřejmě diváci přijali sklesle stejně tak jako účinkující. Ztráta hlavní ženské zpěvačky, která byla skvělá a zaslouženě oblíbená, byla pro skladatele, jejího bratra, učiněná rána. Nikdy nezapomenu na její zoufalství a zklamání. Nebyla připravena na rozsah svého neštěstí, její hlas se uzdravil až po pěti měsících.“
Ani po pěti měsících se ale její hlas zcela neuzdravil. Salieri i Mozart se snažili, aby sopranistku mohli co nejdříve zaměstnat do svých oper. Mozart proto přepsal část Figarovy svatby do nižšího rejstříku, aby Storaceové pomohl vystoupení zvládnout.

## Vztah s Mozartem
O Storaceové a Mozartovi se ví, že měli velmi blízký a laskavý profesionální vztah. Neexistuje však žádný důkaz, že by mezi nimi byl milenecký vztah. Mozartovský historik Alfred Einstein napsal: „Mezi Mozartem a ní muselo být hluboké porozumění. Byla krásná, atraktivní, umělkyně a zpěvačka, jejíž plat byl vysoko nad laťkou průměrného platu ostatních zpěvaček. Po jejím návratu do Londýna si s ní Mozart dopisoval. Co se s těmi dopisy stalo, je záhadou. Anna si jich dozajista cenila, ale těsně před svou smrtí je zničila jako nevhodné pro oči cizích lidí.“ Jak to sama vyjádřila: „Pouze pro moje oči.“
Také se věří, že roli Zerliny v Donu Giovannim Mozart původně složil pro ni. Bohužel Storaceová však musela odcestovat zpět do Londýna před premiérou opery v Praze. Mozart pro ni na rozloučenou před jejím odjezdem do Londýna složil koncertní arii Chio Mi scordi di te? Na noty arie napsal „Pro paní Storaceovou a mě“. Zpěvačku v této arii doprovázel na klavír. Einstein říká: „Hlas a klavír spolu rozmlouvali. Byli tak intimně propletení, že člověk mohl pocítit tento záměr v každém taktu. Zároveň je ta arie tak rozsáhlá, že spíše působí jako koncert než jako arie. Máme dojem, že Mozart chtěl zachovat její památku, ne brilantní sopranistky, ani její virtuozity, ale vřelé a jemné ženy; a to chtěl společně s ní zanechat v pianu jako upomínku na chuť a hloubku s jakou hrál i na hloubku svých citů vůči ní. Pouze několik málo prací je poznamenáno takovým osobními zaujetím i takovou dokonalostí.“

## Londýn
Storaceová se vrátila do Londýna, kde pokračovala ve spolupráci se svým bratrem Stephenem. Okolo roku 1794 začala dlouhý vztah se zpěvákem Johnem Brahamem, přesto se ale nikdy nevzali. Jejich rozchod v roce 1815 byl bouřlivý a možná přispěl k náhlé smrti Storacevé o dva roky později. Přinejmenším tomu věřil její syn William Spencer Harris Braham.
Anna Storaceová zemřela v srpnu roku 1817.
O jejím hlase se říkalo, že byl drsný a že se stala tak uznávanou a oblíbenou především díky své osobnosti a talentu pro herectví.